# Idaea oberthuri
Idaea oberthuri är en fjärilsart som beskrevs av Lucas 1917. Idaea oberthuri ingår i släktet Idaea och familjen mätare. Inga underarter finns listade i Catalogue of Life.